# 경인중학교
경인중학교(京仁中學校)는 대한민국 서울특별시 구로구 개봉동에 있는 공립 중학교이다.

## 학교 연혁
- 1969년 11월 : 오류여자중학교 설립 인가
- 1969년 11월 : 초대 안석은 교장 취임
- 1969년 12월 : 본관 준공(9교실 및 관리동)
- 1970년 3월 : 개교 및 입학식(5학급 339명)
- 1973년 2월 : 제1회 졸업식(5학급 341명)
- 2003년 3월 : 경인중학교로 개명(남녀공학으로 전환)
- 2008년 3월 : 직영 급식 실시
- 2010년 11월 : 꿈사랑관(다목적 강당) 개관식
- 2012년 3월 : 학교식당 준공
- 2016년 3월 : 도서실
- 2023년 9월 : 제 21대 강정호 교장 취임
- 2025년 1월 : 제53회 졸업식(8학급 196명) 졸업생 누계 32,486명
- 2025년 3월 : 제56회 입학식(8학급 205명)

## 참고 자료
- 경인중학교 - 한국교육학술정보원 학교알리미